# Apple A10
Apple A10 Fusion là một bộ vi xử lý cấu trúc ARM 64-bit, được thiết kế bởi Apple Inc. và sản xuất bởi TSMC. Nó được lần đầu tích hợp trong iPhone 7 và iPhone 7 Plus và được ra mắt vào ngày 7 tháng 9 năm 2016. Vào năm 2018, chip A10 được tích hợp làm bộ vi xử lý cho iPad (2018). A10 là bộ vi xử lý của Apple đầu tiên có bốn lõi, gồm có hai lõi cho hiệu năng cao và hai lõi cho hiệu năng thấp. Apple cho rằng nó có hiệu suất CPU cao hơn 40% và khả năng xử lý đồ họa cao hơn 50% so với loại trước đây của nó, Apple A9.

## Thiết kế
A10 (mã số, T8010) được xây dựng trên quy trình FinFET 16 nm của TSMC và chứa 3,3 tỷ bóng bán dẫn (bao gồm cả GPU và bộ nhớ cache) trên kích thước chết 125 mm². Nó có hai lõi ARMv8-A 64-bit 2,34 GHz do Apple thiết kế có tên là Hurricane, mỗi lõi có kích thước cố định là 4,18 mm². Là bộ vi xử lý lõi tứ đầu tiên do Apple sản xuất, nó có hai lõi hiệu năng cao được thiết kế cho các tác vụ đòi hỏi như chơi game, đồng thời có hai lõi 64 bit do Apple thiết kế có tên mã là Zephyr với 0,78 mm² cho các tác vụ thông thường trong cấu hình tương tự như công nghệ ARM big.LITTLE.
Tuy nhiên, không giống hầu hết công nghệ của big.LITTLE, chẳng hạn như Snapdragon 820 hoặc Samsung Exynos 8890 cùng thời điểm, chỉ một loại lõi có thể hoạt động tại một thời điểm, lõi hiệu năng cao hoặc năng lượng thấp, không thể cả hai. Do đó, A10 Fusion khi xuất hiện với tác vụ phần mềm và điểm đánh giá chỉ thực hiện như chip lõi kép. Apple tuyên bố rằng các lõi hiệu năng cao nhanh hơn 40% so với bộ xử lý A9 trước đây của Apple và hai lõi hiệu suất thấp này tiêu thụ tương đương với 20% năng lượng của các lõi Hurricane hiệu suất cao; chúng được sử dụng khi thực hiện các tác vụ đơn giản, ví dụ như kiểm tra email. Bộ điều khiển hiệu suất mới quyết định trong thời gian thực, cặp lõi nào sẽ chạy cho một tác vụ nhất định để tối ưu hóa hiệu năng hoặc thời lượng pin. A10 có bộ đệm L1 64 KB cho dữ liệu và 64 KB cho tác vụ, bộ đệm L2 3 MB được chia sẻ bởi cả hai lõi và bộ đệm L3 4 MB phục vụ toàn bộ vi xử lý.
GPU 6 nhân mới được tích hợp trong chip A10 nhanh hơn 50% trong khi tiêu thụ 66% mức điện năng của người tiền nhiệm A9. Bài đánh giá chi tiết hơn đã cho thấy được rằng Apple đã giữ lại GT7600 vốn được sử dụng trong Apple A9, nhưng thay thế, sửa chữa, nâng cấp lại các thành phần của GPU PowerVR dựa trên các thiết kế độc quyền của riêng mình. Những thay đổi này cho phép khả năng tính toán gọn hơn, phép hiệu suất cao hơn và tiêu thụ điện năng thấp hơn.
Được tích hợp trong A10 là bộ xử lý chuyển động M10. A10 cũng ra mắt bộ xử lý hình ảnh mới mà Apple cho biết có thể xử lý nhanh gấp đôi so với bộ xử lý hình ảnh trước đó. A10 thêm mã hóa phần cứng cho HEIF và HEVC.
A10 được hàn trong bo mạch kiểu InFO mới từ TSMC, giúp giảm kích thước của bo mạch. Trong cùng một bo mạch cũng có bốn chip RAM LPDDR4 tích hợp 2 GB RAM trong iPhone 7 hoặc 3 GB trong iPhone 7 Plus.

## Sản phẩm sử dụng Apple A10
- iPhone 7 và 7 Plus
- iPad (thế hệ thứ 6)
- iPad (thế hệ thứ 7)
- iPod Touch (thế hệ thứ 7)